# 壱岐国
壱岐国（いきのくに）は、かつて日本の地方行政区分だった令制国の一つ。西海道に属する。

## 沿革
史料上の初見は、中国の史書である三国志 (歴史書)のいわゆる魏志倭人伝に「一大國」としてある。『魏略』の逸文、『梁書』、『隋書』では一支國と記述される。『先代旧事本紀』「国造本紀」によると、継体朝に天津水凝の後裔である上毛布直が伊吉嶋造に任じられとされ、その子孫の壱岐氏が代々嶋造（国造に相当）を継承した。
古くは壱岐のほか、伊伎、伊吉、伊岐、由紀、由吉など様々に表記され、「いき」または「ゆき」と読んだ。令制国としての壱岐国が7世紀に設けられると、しだいに壱岐と書いて「いき」と読むことが定着した。壱岐国は、「島」という行政単位として壱岐島とも呼ばれ、その国司は島司とも呼ばれた。

### 近世以降の沿革
- 「旧高旧領取調帳」の記載によると、明治初年時点では全域が肥前平戸藩領であった。（22村・35,042石余）
  - 壱岐郡（11村・18,981石余）、石田郡（11村・16,061石余）
- 明治4年
  - 7月14日（1871年8月29日） - 廃藩置県により平戸県の管轄となる。
  - 11月14日（1871年12月25日） - 第1次府県統合により長崎県の管轄となる。

## 国内の施設

### 国府
国府は石田郡にあった。壱岐市芦辺町湯岳興触の興神社付近ではないかと推測されるが、他にも場所は諸説あり遺跡もまだ見つかっていない。

### 島分寺・島分尼寺
壱岐国分寺跡
長崎県壱岐市芦辺町中野郷西触。

### 神社
延喜式内社
『延喜式神名帳』には、大社7座7社・小社17座17社の計24座24社が記載されている（「壱岐国の式内社一覧」参照）。大社7社は以下に示すもので、海神社を除いて名神大社となっている。
- 壱伎郡 住吉神社 （壱岐市芦辺町）
- 壱伎郡 兵主神社 - 八幡神社（壱岐市勝本町）ほか論社1社。
- 壱伎郡 月読神社 - 八幡神社（壱岐市芦辺町）ほか論社1社。
- 壱伎郡 中津神社 - 聖母宮（壱岐市勝本町）ほか論社1社。
- 石田郡 天手長男神社 - 興神社（壱岐市芦辺町） ほか論社1社。
- 石田郡 天手長比売神社 - 現在は天手長男神社に合祀。
- 石田郡 海神社 - 名神大社ではない。

総社・一宮以下
- 総社 総社神社 - 興神社摂社。
- 一宮 天手長男神社または興神社
- 二宮 聖母宮

一宮は天手長男神社である。しかし、郷ノ浦町にある現在「天手長男神社」とされている神社が本当に壱岐国一宮・式内社の天手長男神社であるかどうかの明証はない。式内社・天手長男神社を現在地に比定したのは国学者の橘三喜である。三喜は「たながお」という社名から郷ノ浦町田中触に天手長男神社があったと考え、実際に田中触に荒れはてた祭祀場の跡を発見したのでこれが式内社・天手長男神社であるとしたものである。三喜の報告に基づき、平戸藩主の命によって社殿等が整備された。近年の研究では、壱岐市芦辺町の興神社（こうじんじゃ）が本来の式内社・一宮の天手長男神社であったとする説が有力となっている。

### 安国寺利生塔
- 安国寺 - 長崎県壱岐市芦辺町深江栄触。

## 地域

### 郡
- 壱岐郡 - 可須郷、風早郷、潮安郷、那賀郷、鯨伏郷、伊宅郷、田河郷
- 石田郡 - 石田郷、沼津郷、物部郷、篦原郷

### 江戸時代の藩
- 平戸藩、松浦家

## 人物

### 国司
- 1.板持安麿 ：天平二年正月（730年1月）見
- 2.田部息麿 ：神護景雲三年六月（769年7月）任
- 3.眞菅王 ：権守、弘仁六年九月（815年10月）任
- 4.広根王 ：権守、承和九年七月（842年8月）任
- 5.賀茂直岑 ：元慶三年十一月（879年12月）見
- 6.菅原清鑒 ：天慶二年十一月（939年12月）任
- 7.（姓欠）如松 ：天暦四年閏五月（950年6月）見
- 8.藤原理忠 ：寛仁三年四月（1019年5月）見
- 9.藤原義定 ：応徳二年（1085年）任
- 10.（姓欠）定清 ：嘉保二年（1095年）任
- 11.大江佐忠 ：天永中見
- 12.音部明兼 ：大治元年二月（1126年2月）任
- 13.藤原頼業 ：康治二年正月（1143年1月）任
- 14.藤原公俊 ：久安五年三月（1149年4月）任
- 15.藤原邦綱 ：久寿中任
- 16.（姓欠）貞知 ：平治元年一二月（1160年1月）見
- 17.藤原頼経 ：永万二年二月（1166年2月）任
- 18.（姓欠）盛業 ：治承二年十一月（1178年12月）見
- 19.源俊光 ：治承四年正月（1180年1月）任、同年二月（1180年2月）罷
- 20.平知親 ：寿永二年十一月（1183年12月）見
- 21.平親明 ：正治元年九月（1199年9月）任
- 22.（姓欠）信久 ：建暦二年正月（1212年1月）見
- 23.源康実 ：建保元年正月（1213年1月）任
- 24.葛西清重 ：承久元年正月（1219年1月）見
- 25.三善為重 ：承久二年四月（1220年5月）任
- 26.（姓欠）公尚 ：承久四年四月（1222年5月）見
- 27.藤原祐康 ：安貞元年一二月（1228年1月）任
- 28.高階時宗 ：安貞二年正月（1228年2月）任
- 29.清原宣業 ：寛喜元年一二月（1229年12月）任
- 30.藤原業教 ：寛喜二年正月（1230年1月）任、同三年二月（1231年3月）罷
- 31.中原行兼 ：寛喜三年二月（1231年3月）任
- 32.中原師胤 ：天福元年正月（1233年2月）任
- 33.惟宗朝直 ：嘉禎元年十一月（1235年12月）見
- 34.三浦光村 ：嘉禎三年正月（1237年1月）任、
- 35.佐々木泰綱 ：嘉禎三年一二月（1237年12月）任、暦仁元年八月（1238年9月）罷
- 36.中原師世 ：仁治元年正月（1240年1月）任
- 37.源兼頼 ：寛元三年正月（1245年1月）任
- 38.藤原兼倫 ：宝治二年正月（1248年1月）任、建長二年正月（1250年2月）罷
- 39.藤原基政 ：建長三年正月（1251年1月）任
- 40.三善倫経 ：弘安六年一二月（1283年12月）任
- 41.橘邦範 ：弘安七年十一月（1284年12月）任
- 42.藤原祐兼 ：正応元年三月（1288年4月）任
- 43.藤原遠業 ：正応元年四月（1288年5月）任
- 44.源忠宗 ：正応元年九月（1288年9月）任
- 45.平清秀 ：貞和四年一二月（1348年12月）任
- 46.大内名欠 ：延文三年一二月（1358年12月）見
- 47.藤原清徳 ：正平一四年七月（1359年7月）見
- 48.（姓欠）信明 ：明徳元年八月（1390年9月）見

※『長崎県史』より

### 守護

#### 鎌倉幕府
- 1244年～？ - 千葉胤継？（姓が千葉氏かは不確定）
- 1273年～？ - 武藤資能

#### 室町幕府
- 1365年～136？年 - 宗像氏俊
- 136？年～1369年 - 宗像氏頼

【この期間は守護職不在の可能性あり】
- 1378年～1395年 - 今川貞世

### 武家官位としての壱岐守

#### 江戸時代
- 平戸藩主松浦氏
  - 松浦隆信
  - 松浦棟
  - 松浦有信
  - 松浦清
  - 松浦曜
- 忠知系小笠原家
  - 小笠原忠知：豊後杵築藩主、三河吉田藩藩主
  - 小笠原長祐：三河吉田藩主
  - 小笠原長煕：武蔵岩槻藩主、遠州掛川藩主
  - 小笠原長泰：肥前唐津藩
  - 小笠原長行：肥前唐津藩嗣子。江戸幕府老中。
- その他
  - 毛利治親：長門萩藩主

## 律令制の駅
- 優通駅（ゆうずえき）：石田郷に所在した。
- 何周駅（かすえき）：可須郷に所在した。